# Шамборский договор
Шамборский договор — соглашение, подписанное 15 января 1552 года в замке Шамбор между католическим королем Франции Генрихом II и тремя протестантскими князьями Священной Римской империи во главе с курфюрстом Саксонии Морицем. Исходя из условий договора, Мориц передал викариатство над тремя епископствами Мец, Верден и Туль во Францию. Взамен ему была обещана военная и экономическая помощь от Генриха II для борьбы с войсками императора Карла V.
После того, как император Карл V победил ряд восставших протестантских князей в Шмалькальденской войне, он в 1548 году издал Аугсбургское временное постановление, чтобы реинтегрировать лютеранское движение в сложившуюся католическую церковь и предотвратить раскол империи. Чтобы защитить свою автономию, несколько протестантских имперских сословий отреагировали Альянсом Торгау 1551 года; в первую очередь саксонский курфюрст Мориц Веттин, который в Шмалькальденской войне был убежденным сторонником императора, а также Вильгельм IV из Гессен-Касселя, воинственный маршал Гогенцоллернов Альбрехт Алкивиад Бранденбург-Кульмбахский и его двоюродный брат прусский герцог Альбрехт.
В это время император поручил Морицу провести кампанию и покорить мятежный город Магдебург. Когда он перешел на другую сторону, с гражданами был достигнут мир. Тем временем французские войска под командованием короля Генриха II вышли на Рейн, чтобы занять Три Епископства. После того как союзные лютеранские князья подписали Шамборский договор, их силы провели кампанию в Тироле на наследственных землях Габсбургов и вынудили Карла V бежать в каринтийский город Филлах. В августе 1552 года его младший брат эрцгерцог Фердинанд I из Австрии заключил договор в Пассау, в результате чего он официально принял лютеранское аугсбургское исповедание, подтвержденное самим императором в 1555 году в Аугсбургском мире.
После того как было объявлено перемирие с протестантскими князьями, Карл V во время итальянской войны 1551—1559 годов предпринял несколько попыток насильственно восстановить господство над тремя епископствами, распоряжение которыми было его имперской привилегией. Однако его войска были окончательно побеждены французами под командованием герцога Франциска Гизского в 1554 году в битве при Ранти. Император отрекся от престола два года спустя, и его преемник Фердинанд I не предпринимал дальнейших усилий, чтобы отвоевать епархии. Включение во Францию было официально признано империей в Вестфальском мире 1648 года.

## Последствия
Шамборский договор является типичным международным политическим примером соглашения за счет других сторон («ius quaesitum tertio», с лат. — «Право получения третьим»). Князья, действующие на немецкой стороне, дали Франции заветы, на которые они не имели ни права, ни разрешения. Они уступили права на имперскую территорию иностранному правителю, над которым — не только, но главным образом потому, что ничем больше не владели — они не выполняли ничего такого, как команда. Таким образом, соглашение не было принято во внимание в соответствии с судебными стандартами.
Франция использовала конвенцию в качестве предлога для военного захвата трех епископств, чтобы впоследствии исключить их из состава Священной Римской империи и включить их в свою территорию. Такой подход французской короны был симптоматичным для французской политики в течение следующих десятилетий. Он был направлен на использование конфликтов между императором и германскими князьями и на поддержку соответствующих противников императора, чтобы извлечь из этого выгоду.